# Kjeøyna (Øygarden)
Ne doit pas être confondu avec Kjeøyna.
Kjeøyna est une île dans le landskap Sunnhordland du comté de Vestland. Elle appartient administrativement à Øygarden.

## Géographie
Rocheuse et couverte d'arbres, elle s'étend sur environ 1,6 km de longueur pour une largeur approximative de 433 m.